# اوریا
اوریا (به صربی: Orlja) یک منطقهٔ مسکونی در صربستان است که در Pirot Municipality واقع شده‌است. اوریا ۷۵ نفر جمعیت دارد.